# 岩戸景気
岩戸景気（いわとけいき）とは、日本の経済史上で1958年（昭和33年）7月～1961年（昭和36年）12月まで42か月間続いた高度経済成長時代の好景気の名称（通称）である。

## 概要
神武景気、いざなぎ景気と並び、戦後高度成長時代の好景気の一つ。
景気拡大期間が42か月と神武景気の31か月をしのぎ、神武景気を上回る好景気から、神武天皇よりさらに遡って「天照大神が天の岩戸に隠れて以来の好景気」として名付けられた。
いわゆる「三種の神器」に代表される急速な技術革新とそれによる設備投資の活発化によって支えられた景気拡大であり、設備投資主導の好景気であった。ある企業の設備投資が別の企業の設備投資を招くといった設備投資の好循環が発生し、「スピード時代」、「投資が投資を呼ぶ」と評された。
この時期の1959年には皇太子明仁親王と正田美智子の結婚の儀により白黒テレビが爆発的に売れ、「三種の神器」と呼ばれた家庭用電気機器（白黒テレビ、電気冷蔵庫、電気洗濯機）が日本全国に普及（耐久消費財ブーム）し、1960年12月には池田勇人内閣による国民所得倍増計画が発表された。

## 景気の推移
なべ底不況の景気後退で停滞的傾向の強まった繊維工業や石炭海運産業等と、景気後退をほとんど受けなかった電気機械・精密機械・自動車など、あるいは影響を受けたものの回復の速かったいわゆる成長産業（鉄鋼業・重化学工業等)との格差が拡大し産業の高度化が進行した。
1. 好景気によって若年サラリーマンや労働者の収入が急激に増加し、国民の間に「中流意識」がひろがった。企業はこの頃から技術・管理・販売部門の拡大に乗りだしたが、いわゆるホワイトカラー層の増加と賃金の大幅な上昇が大企業のサラリーマンを中流層に押しあげていった。中流層は大量消費社会のリード役を果たした。
2. 中流層の増大と消費ブームの到来は、生産と消費に介在する流通システムにも大きな変革を促した。大量生産・大量消費の時代には、従来の伝統的な流通チャネルだけでは、適応できなくなった結果、食料品・繊維製品・台所用品・化粧品・医薬品などの小売市場に、スーパーマーケットなどの大型量販店が出現した。スーパーを代表とする大型量販店の出現は、「生産者→問屋→小売」という、従来の流通経路に革命的な変化をもたらしたという意味で流通革命と呼ばれた。

投資が活発となり景気は好調となったが、1960年度末になると徐々に好景気も末期症状を見せるようになり、それまで安定していた消費者物価が上がり始めて、1961年12月頃に岩戸景気は終わりを迎えた。
なお、岩戸景気の後の日本経済は短期間（10か月）の不景気（転型期不況、転換型不況、昭和37年不況）を経て、1964年東京オリンピックによる好景気、いわゆる「オリンピック景気」に突入した。

### 昭和34年度
- 実質経済成長率は前年度比11.1％増
- 鉱工業生産は25.0％増
- 民間企業設備投資（実質）は32.6％増加
- 国民総生産（ＧＮＰ）前年比17.5％増と戦後最高を記録

### 昭和35年度
- 実質経済成長率は12.1％と2年続いて2桁成長。
- 国民総生産（ＧＮＰ）前年比14.0％増